# 黃金球 (曙光村)
黃金球（Matrimandir），來自梵文，意指「聖母殿」，又稱為「大黃金球」或「MM」；係為整體瑜伽的靈修聖殿，位於南印度曙光村的中心。被譽為傑出、原創的建築成就，靈感來自奧羅賓多修道院的密那·阿爾法薩（亦被村民尊稱為「母親」），象徵著「神回應人類對於完美的渴願」。黃金球不屬於任何宗教或派別。

## 結構及環境
黃金球從1971年二月21日（也是母親的93歲生日）黎明時鋪設基石起到2008年五月完工，花了37年建成。外型是巨大的蛋型球體，周圍有十二個小靜心室，有如十二片花瓣。網格球頂覆以金色碟片以反射陽光，每個金碟均覆滿金箔夾層，總重量達56公斤（123磅），整體建物因而金光閃閃的。中央穹頂下方是一間名為「內室」的靜心堂－裡面有一顆全世界最大的全美玻璃球。黃金球採太陽能供電，當沒有陽光或是日落之後，球體內外部照明將由白天儲備的太陽能來供電。巨蛋的周圍則是蔥蔥綠綠名為「和平區」的花園，包括一個能舉行任何儀式的橢圓形廣場及黎明之村地理中心的大榕樹。

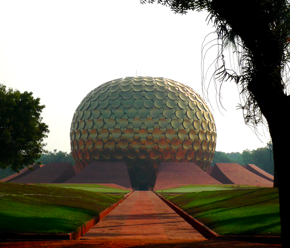
黎明之村黃金球

黃金球內部則須噤聲，由於這裡的設計和宗旨是幫助人們尋找內心的自我意識，所以須保持絕對安靜。和平區的花園及巨蛋均對大眾開放，採預約進入，若您有幸進入黃金球內部（通常旺季預約非常緊俏，淡季則否）你會得到一張橘黃色的訪客卡，訪客卡的背面有圖示和英文說明：
在黃金球內禁止演講。如果您想打噴嚏、咳嗽等一系列自然產生噪音的生理行為時，請離開靜心堂做這些事。請不要做一些宗教性的行為，例如：禮拜、磕頭等，還有例如太極拳、瑜伽等體育類的運動也不要在靜心堂內進行。最後，請不要躺下睡覺。
通常遊客須由村民引導進入球體內部，入內後，為了保持內部地毯和大理石地板的乾淨，遊客會被要求換上白色襪子，同時為了避免長褲拖地產生噪音或弄髒地板、地毯，遊客也會被要求用襪子裹住褲管。然後在引導下進入中央穹頂正下方的靜心堂，沿著兩條非常長的螺旋形廊橋緩緩通向靜心堂，廊橋以白色地毯鋪墊，廊橋扶手下則是整塊玻璃，設計高尚。當抵達頂部的靜心堂時，一切盡在不言中，全世界大概只剩下寂靜和你自己的心跳聲。靜心堂非常寬廣巨大，為白色磨光大理石的空調室，有三個籃球場大小，中心的部分是一顆置於金色檯座上的的巨大全美玻璃球，直徑有70釐米（28英吋）。從高不可及的屋頂中心處，有一個精心設計的開口，一縷陽光從開口處傾瀉而下，直射中心玻璃球，玻璃球散發出幽幽的光芒，使人恍惚間來到了另一處虛幻空間。在無光的日子或入夜時，穿透玻璃球的太陽光束亦會由另一道太陽能發電的光線所取代。依照母親的解釋，這象徵著人類將來的開悟。此外，房內還有12根和屋頂不相連的柱子。
支撐黃金球結構的四根主要柱子位於四個主要方位，依斯瑞·奧羅賓多所述，象徵著母親的四個面向：
|  | 母親的四個偉大面向，四種領導力及人格特質豎立在前，導引著宇宙和地球劇碼 |

| 聖名                      | 象徵 |
| Maheshwari（南方支柱）    | 「...她平靜廣闊、善理解的智慧、寧靜的仁慈、永不耗竭的慈悲和至尊、超凡的莊嚴、統帥一切的偉大等人格特質。」   |
| Mahakali（北方支柱）      | 「...她璀璨的精力及無法抵擋的熱情、戰士般的鬥志、壓倒性的意志、奔騰的迅捷及撼動世界的力量等大能。」         |
| Mahalakshmi（東方支柱）   | 「...她的美、和諧及美妙韻律的深奧秘密，精細及微妙的豐饒、引人注目的吸引力及迷人的優雅，生動、甜美而美好。」 |
| Mahasaraswati（西方支柱） | 「...輔以她在所有事情上表現出深奧的豐富知識量，謹慎無瑕的做工，以及安靜精準的完美。」                       |

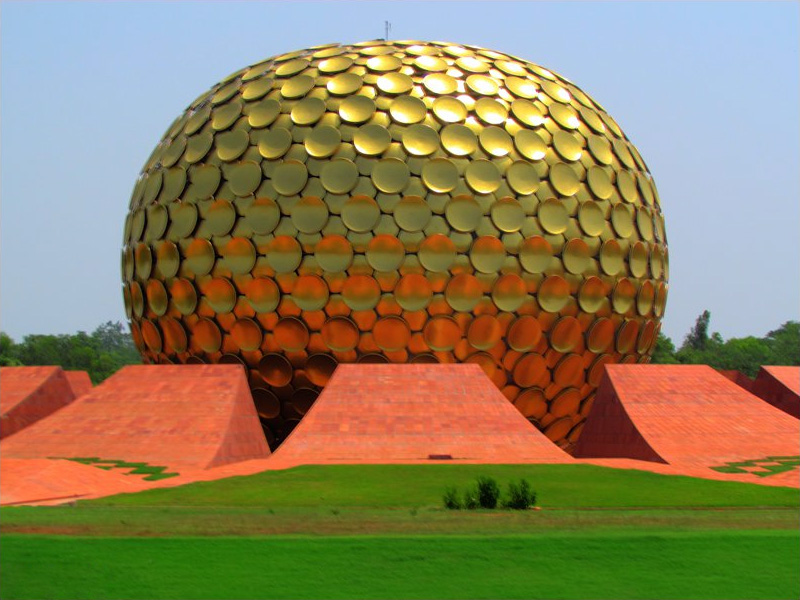
黃金球

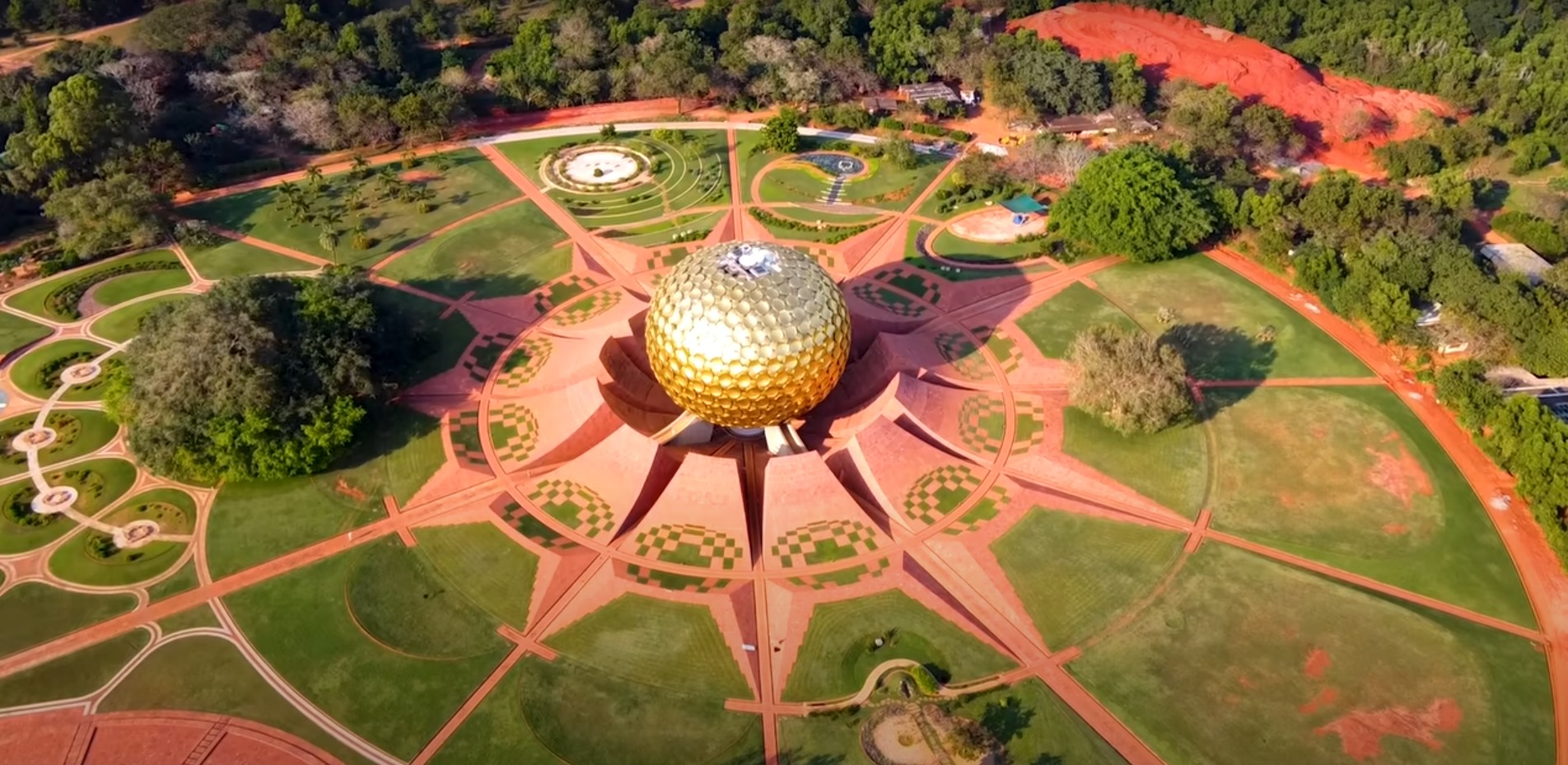

從黃金球這個中心點向四周輻射出四個區域，它們分別是：住宅區、工業區、文化和教育區，以及國際區。這些區域周圍包含了農場和森林等綠林帶，提供環境研究及資源區等功能，也有藥用植物花園、種子庫、醫用和草藥花卉、集水灘以及一些社群。

## 爭議
永世宇宙學中心（Aeon Center for Cosmology）創辦人Patrizia Norelli-Bachelet主張黃金球並非依據母親原始藍圖的規格而建。

## 註記
1. ↑  Matri-Mandir的縮寫，Matri在梵文中意指「母親」，Mandir為「廟宇」。
2. 1 2 3 4 5  斯瑞·奧羅賓多，母親 p36-37 (奧羅賓多修道院信託，1987，ISBN 81-7058-059-5)
3. ↑  .   [2015-03-10]. （原始内容存档于2021-05-21）.

## 外部連結
- 曙光村精神中心－黃金球
- 黃金球日誌
- 黃金球靜心堂記事 （页面存档备份，存于） -「黃金球行動委員會」撰
- 维基导游上有關黃金球 (曙光村)的旅行指南